# Zincospiroffite
La zincospiroffite è un minerale.